# Wilhelmina Stålberg
Carolina Wilhelmina Stålberg, född 26 november 1803 i Stockholm, död 23 juli 1872 i Mariefred, var en svensk författare, poet, översättare och sångtextförfattare. Hon var verksam under pseudonymen Wilhelmina.

## Biografi
Stålberg var fosterdotter till fältkamreraren Carl Fredrik Ståhlberg och Maria Christina Molander; vilka som var hennes föräldrar har aldrig klarlagts. Hon började redan 1819 bidra till Stockholmstidningen med flera tidningar med dikter, undertecknade Wilhelmina och debuterade 1826 med Min lyras första toner. Hennes senare litterära produkter utgörs av ett par arbeten i bunden form, bland annat Diodes och Lydia (1841) samt skildringar ur vardagslivet, till exempel Major Müllers döttrar (1845). Hon skrev även barnböcker, gåt- och charadsamlingar m.m. Dessa arbeten fick i allmänhet en stor läsekrets; i Tyskland och Danmark angavs de ibland som verk av "fru Carlén och Onkel Adam".
Under signaturen "Faster Karin" skrev hon romanen Eva Widebeck, eller Det går aldrig an (1840), som var en kommentar till Carl Jonas Love Almqvists Det går an (1838). Hon delar hans kritik av äktenskapet, men menar att hans ansvarslösa kärleksutopi vore en försämring för kvinnan.
Stålberg var också verksam som översättare. Hon översatte Ny virkbok från det engelska originalet, vilket var den första boken i virkning på svenska. Hon kom därmed att introducera den tekniken till Sverige. Hon var redaktör för Journal för damer 1848–1851, för Illustrerad Tidning för Fruntimmer och Stockholms Mode-Journal 1853–1856. 
Wilhelmina Stålberg blev med tiden filantropiskt verksam. Hon bodde i Stockholm fram till 1870, då hon flyttade till Mariefred.